# Silk Way Rally

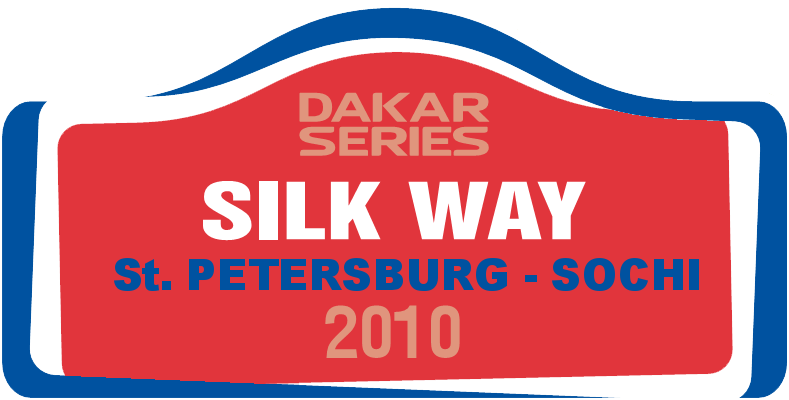
Logo der Silk Way Rally 2010

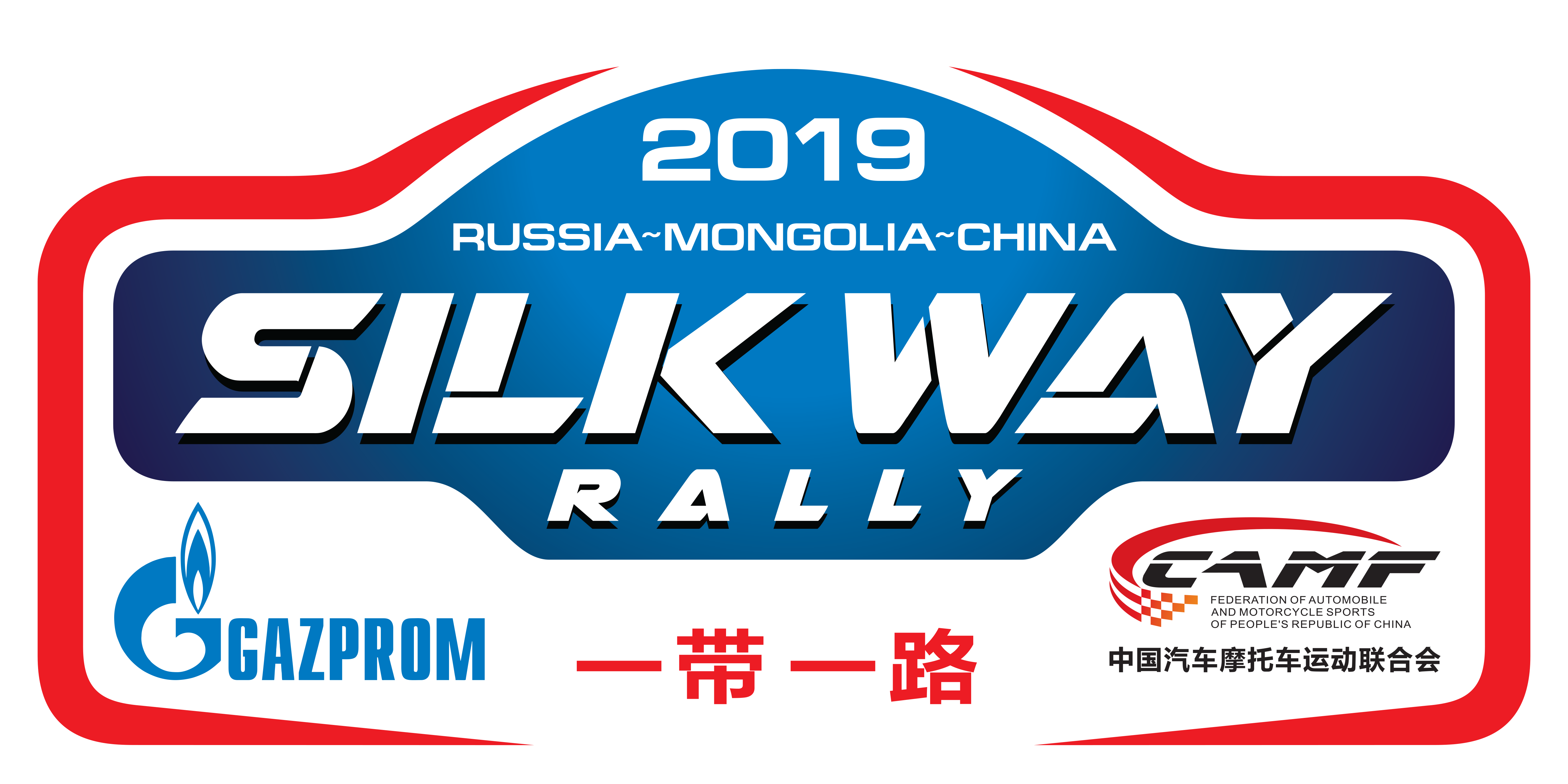
Logo der Silk Way Rally 2019

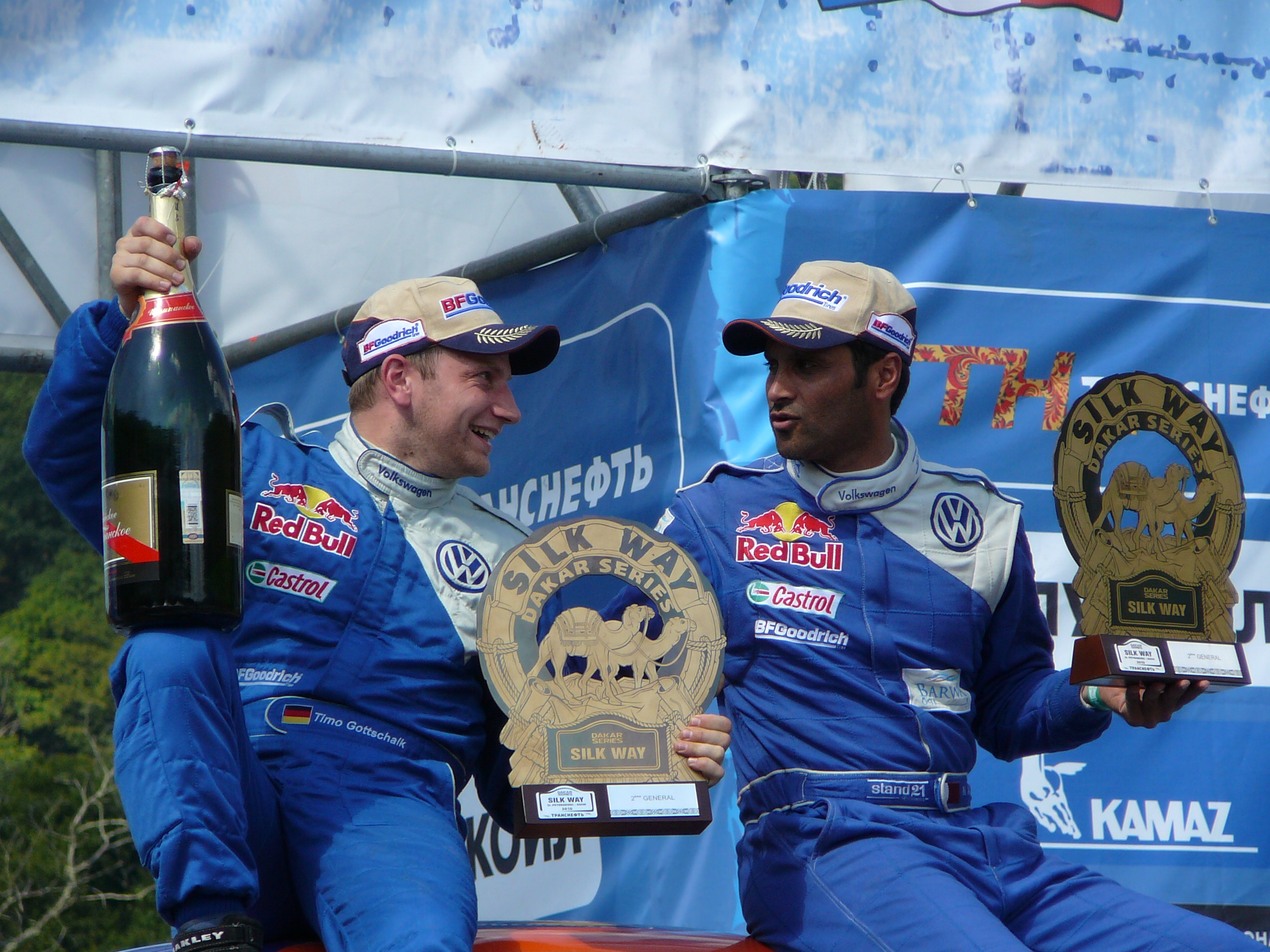
Timo Gottschalk und Nasser Al-Attiyah bei der Silk Way Rally 2010

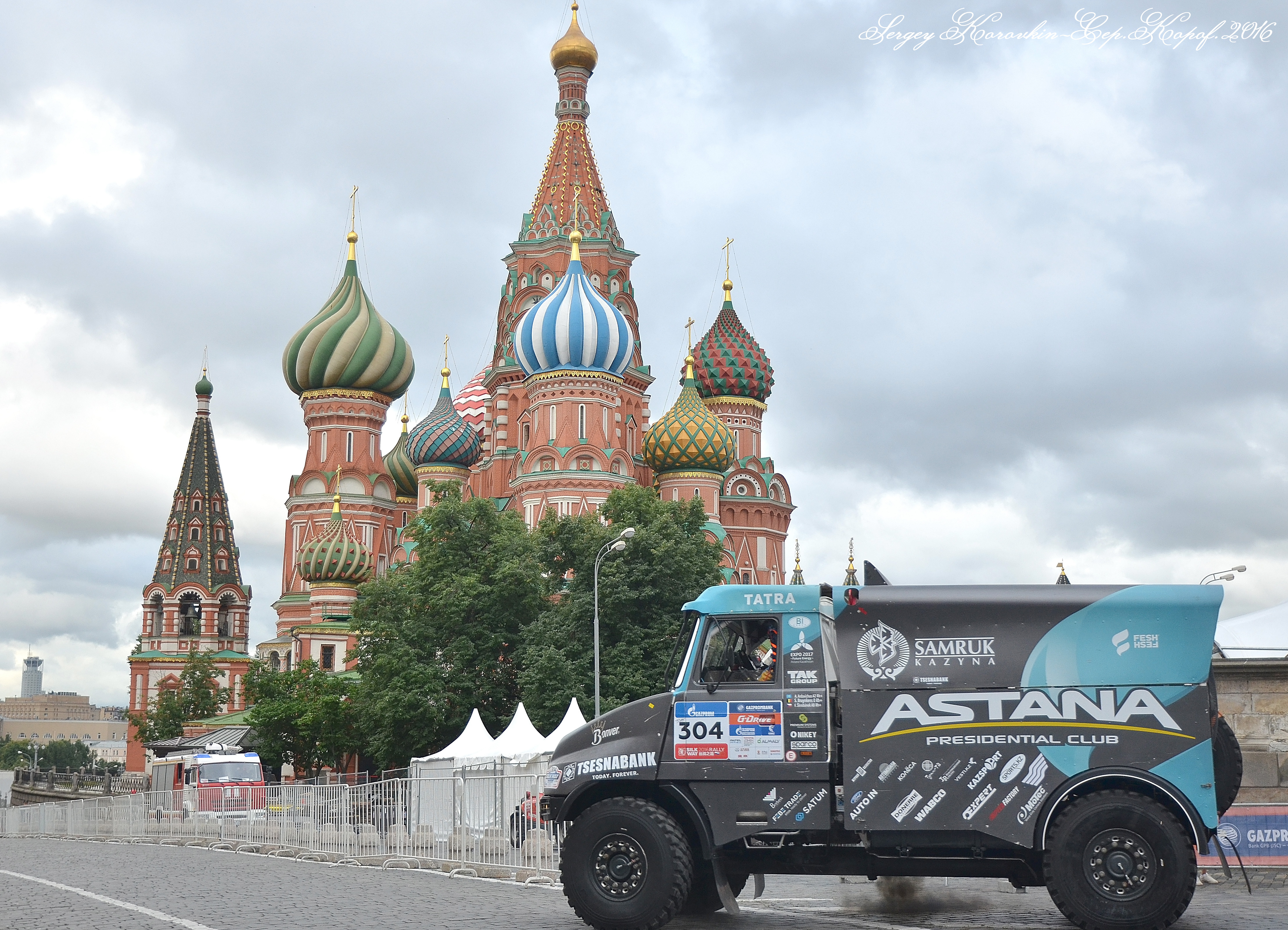
Tatra 163 Jamal des kasachisch-belgisch-tschechischen Tatra-Teams Bonver Dakar Project vor der Basilius-Kathedrale auf dem Roten Platz in Moskau 2016

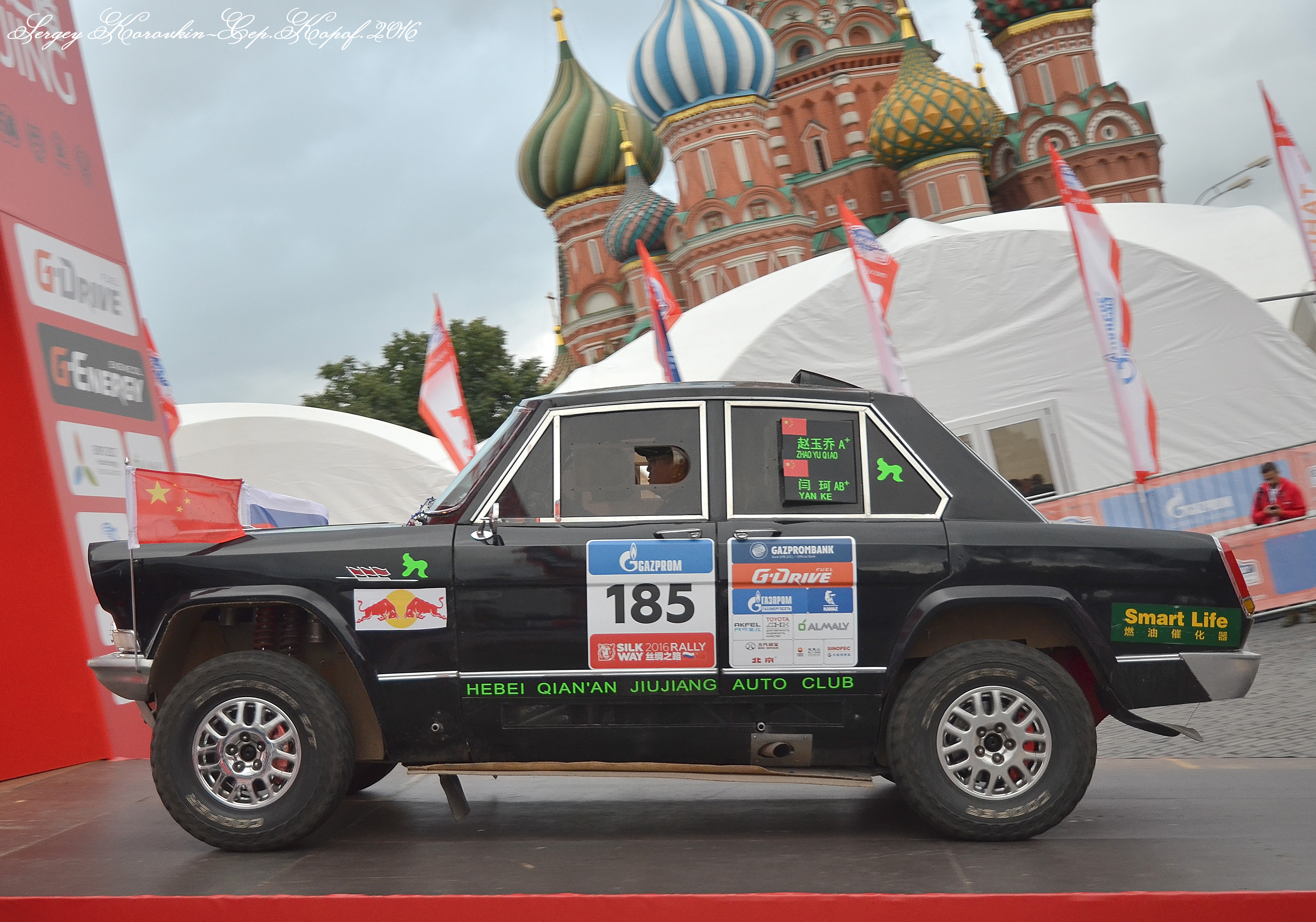
Hongqi CA72 bei der Silk Way Rally 2016

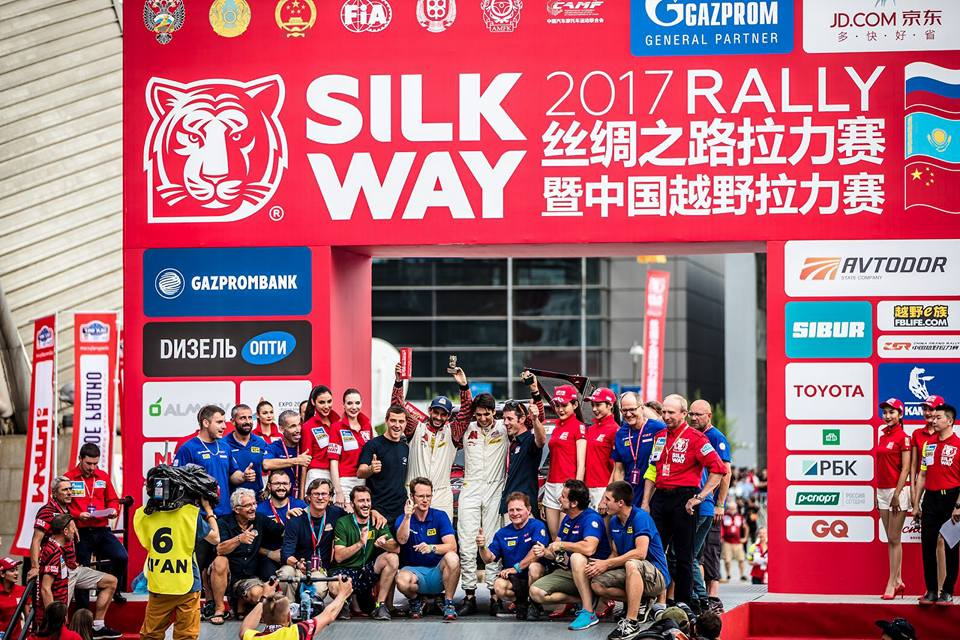
Podium zur Siegerehrung 2017

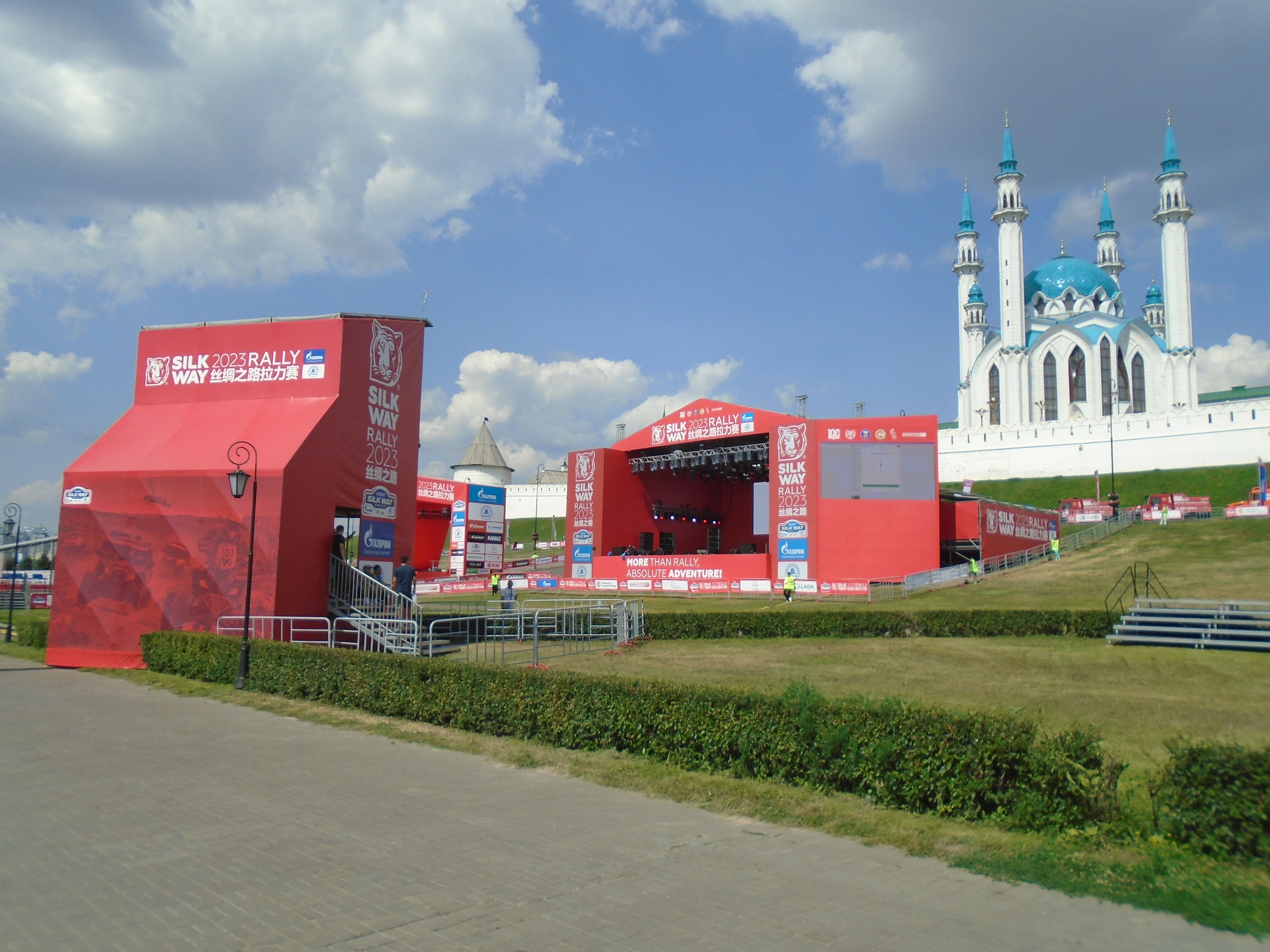
Startpodium und Bühne vor der Kul-Scharif-Moschee in Kasan 2023

Die Silk Way Rally (SWR) (russisch Международное ралли "Шёлковый путь", chinesisch 丝绸之路国际拉力赛) ist eine mehrtägige Etappen-Rallye, welche teils auf Routen der historischen Seidenstraße verläuft. Das Management der Silk Way Rally besteht seit 2015 aus den Rallye-Dakar-Gewinnern und ehemaligen Rennfahrern Wladimir Tschagin (Projektleiter) und Luc Alphand (seit 2015 Berater, seit 2021 Sportdirektor) sowie dem Modedesigner und TV-Moderator Denis Simachev (Kreativdirektor).

## Geschichte
Die Rallye oder auch die „kleine Dakar“ begann am 5. September 2009 zum ersten Mal und wurde von den Veranstaltern der Rallye Dakar organisiert und als Vorbereitung auf diese dargestellt. Von 2009 bis 2011 gehörte die Veranstaltung zur „Dakar-Serie“ und wurde vom französischen Unternehmen Amaury Sport Organisation (ASO) durchgeführt. Die 2009er Ausgabe ging über neun Tage und die Streckenlänge zwischen dem Startort Kasan und dem Ziel in Aşgabat betrug 4500 Kilometer (3900 Kilometer davon Wertungsprüfungen). Sie sollte als Vorbereitung für die Rallye Dakar dienen, die ab 2. Januar 2010 in Südamerika durchgeführt wurde. Während des Verlaufes der Rallye wurden die Teilrepublik Tatarstan, die Steppe Kasachstans, das Kaspische Meer und die Karakumwüste durchquert. Insgesamt traten 62 Autos und 21 Lastkraftwagen an. Der Spanier Carlos Sainz senior war erster Gesamtsieger in der Autowertung, der Russe Firdaus Kabirow gewann die Lastwagenwertung.
2010 wurde von Sankt Petersburg nach Sotschi gefahren (4500 Kilometer mit Wertungsprüfungen von insgesamt 2014 Kilometern). Sainz wiederholte in der Autokategorie seinen Vorjahrestriumph, bei den LKW siegte der russische KAMAZ-Fahrer Eduard Nikolajew.
Bei der Austragung 2011 wurde die Silk Way Rally in der russischen Hauptstadt Moskau gestartet, das Ziel war erneut Sotschi. Während der siebentägigen Veranstaltung waren 3983 Kilometer mit 2366 Kilometern Wertungsprüfung zurückzulegen. In der Autowertung holte der Pole Krzysztof Hołowczyc den Sieg vor dem Franzosen Stéphane Peterhansel, bei den Lastwagen sicherte sich Aleš Loprais aus Tschechien den Gesamtsieg.
Auch 2012 war der Rote Platz in Moskau Ausgangspunkt der Rallye, es sollte nach Gelendschik am Schwarzen Meer gehen. Aufgrund von Hochwasser im Raum Krasnodar wurde die Strecke aber modifiziert, das Rennen wurde in Maikop beendet. Auto-Gesamtsieger wurde der Russe Boris Gadasin, in der Lastwagenwertung gewann sein Landsmann Airat Mardejew.
Bei der Ausgabe im Jahr 2013 wurde von Moskau nach Astrachan gefahren. Die Gesamtlänge betrug 4000 Kilometer, die Wertungsprüfungen zogen sich über 3000 Kilometer hin. Mit dem Franzosen Jean-Louis Schlesser gewann ein Motorsport-Altmeister die Gesamtwertung in der Autowertung mit einem Schlesser Buggy, in der LKW-Kategorie siegte der Russe Dmitri Sotnikow.
Im Jahr 2014 war geplant, die Rallye am 4. Juli auf dem Roten Platz in Moskau starten und am 12. Juli in Astrachan enden zu lassen. Am 22. April 2014 sagte der Veranstalter die Rallye ab, da man organisatorisch bereits zu sehr in die Ausrichtung der Olympischen Winterspiele 2014 in Sotschi und den Großen Preis von Russland 2014 eingebunden sei und deshalb die Silk Way Rallye auf 2015 verschoben wurde.
Im Juli 2016 gab es die Neuauflage der Silk Way Rally, die Organisatoren stellen einen Streckenverlauf von Moskau nach Peking zusammen.
Die 2017er Ausgabe führte in 14 Etappen von Moskau über Kasachstan nach Xi’an. Aufgrund von Regenfällen wurde der Schlussabschnitt nicht ausgetragen. In der Autowertung gewann Cyril Despres.Sébastien Loeb, der bis dahin in Führung lag, gab nach der 9. Etappe aufgrund einer Verletzung der Finger auf. In der LKW-Klasse siegte der Russe Dmitri Sotnikow.
Die 2018er Ausgabe sollte ursprünglich in Xi’an starten. Aus logistischen Gründen wurde der Start jedoch nach Astrachan und das Startdatum auf den 20. Juli verlegt. das Ziel war am 27. Juli Moskau. In der PKW-Klasse gewannen Yazeed Al-Rajhi und Timo Gottschalk in einem MINI John Cooper Works Rally, die LKW-Klasse gewannen Andrei Karginow, Andrei Mokejew und Igor Leonow auf einem KAMAZ.
2019 führte die Rallye über zehn Etappen von Irkutsk nach Dunhuang (6. bis 16. Juli). 2019 gab es erstmals eine Motorradklasse. Nasser Al-Attiyah aus Katar gewann überlegen in der Autowertung und siegte zusammen mit seinem französischen Beifahrer Mathieu Baumel im Toyota auf jedem Tagesabschnitt. Bei den Motorradfahrern wurde der Brite Sam Sunderland Gesamtsieger, auf den weiteren Plätzen folgten der US-Amerikaner Andrew Short sowie Adrien Van Beveren aus Frankreich. In der LKW-Wertung gewann der Russe Anton Schibalow mit seiner Besatzung.
Die vom 2. Juli bis zum 11. Juli 2020 vorgesehene Austragung der Rallye wurde am 27. Mai 2020 aufgrund der COVID-19-Pandemie abgesagt. Die Route war ursprünglich geplant von Moskau über das kasachische Almaty nach Ürümqi in China.
Die 2021er Ausgabe der Rallye fand vom 1. Juli bis 11. Juli 2021 statt. Die Veranstaltung, die seit diesem Jahr Teil des FIA Marathonrallye Worldcup ist, startete im russischen Omsk und verlief über mehr als 3000 km unter anderem über Novosibirsk und Kosch-Agatsch um in Gorno-Altaisk zu enden.
Im Jahr 2022 fand die Rallye vom 7. bis zum 16. Juli 2022 statt und verlief etwa 4500 km von Astrachan unter anderem über Grosny, Elista, Wolgograd und Lipezk nach Moskau.
Die 2023er Ausgabe der Silk Way Rally fand vom 6. bis zum 15. Juli statt und führte über 5248 Kilometer, davon 2287 Wertungskilometer. Sie begann in Kasan und verlief über Ufa, Magnitogorsk, Orenburg, Samara, Saratow, Wolgograd und Lipezk zum Zielort Moskau. An der Rallye nahmen 98 Teams aus 23 Ländern in u. a. 42 PKW, 13 Side-by-Side, 12 LKW und 9 Motorräder teil.
Die Ausgabe 2024 fand mit 106 Teams aus 13 Ländern vom 7. bis 15. Juli 2024 statt. Die Rallye verlief 5243 Kilometer, davon 2992 Kilometer Wertungsprüfungen, vom russischen Tomsk in die Mongolei über Chowd zum Zielort Ulaanbaatar.

## Kontroversen
Die Silk Way Rally Association ist Organisator eines transnationalen humanitären Projekts, das 2001 ins Leben gerufen wurde und gemeinsam von Russland und China durchgeführt wird. Das Projekt fördert nach eigenen Aussagen die Zusammenarbeit zwischen den zuständigen Exekutivbehörden aus den Gastgeberländern der Silk Way Rallye und entwickelt dort ein nationales Management um zwischenstaatliche Großprojekte in Politik und Wirtschaft durchführen zu können.
Anstatt der 2020 aufgrund der COVID-19-Pandemie abgesagten Rallye führte die Silk Way Rally Association unter der Federführung ihres Direktors Bulat Janborissow ein Unterstützungsprogramm durch, bei dem persönliche Schutzausrüstungen und Corona-Test-Kits von China nach Russland transportiert wurden. Die Silk Way Rally Association ging bei diesem Programm unter anderem eine Partnerschaft mit dem russischen Verteidigungsministerium sowie dem Moskauer Human Stem Cells Institute ein.
Im Jahr 2023 berichteten Le Monde, Der Spiegel und The Insider von eigenen Recherchen, nach denen es Verbindungen zwischen russischen Sicherheitsorganen und dem in Paris lebenden Bulat Janborissow geben soll. Neben den seit dem Unterstützungsprogramm 2020 bestehenden Kontakten zum russischen Verteidigungsministerium soll Janborissow ebenfalls Kontakte zum russischen Militärnachrichtendienst (GRU) haben. Den Berichten zufolge könnten russische Sicherheitsorgane die Silk Way Rally als Deckmantel für geheimdienstliche Operationen nutzen. Janborissow widersprach in einem Interview mit The Insider, dass er Beziehung zum GRU pflegen würde und erklärte, dass die Silk Way Rallye Association auch als Plattform für eine sogenannte „Volksdiplomatie“ gedacht sei. Der ihm verliehene Alexander-Newski-Orden sei nicht, wie The Insider mutmaßt, als militärische Auszeichnung oder für militärische Verdienste verliehen worden, sondern für sein Engagement im Zusammenhang mit dem COVID-19-Unterstützungsprogramm 2020.

## Übersicht der Austragungen
| Jahr                   | Strecke                                | Autos                                    | Autos                               | Side-by-Side                             | Side-by-Side                        | LKW                                                       | LKW                                 | Motorräder                          | Motorräder                          | Quads                               | Quads                               |
| Jahr                   | Strecke                                | Fahrer Navigator                         | Marke                               | Fahrer Navigator                         | Marke                               | Fahrer Navigator Mechaniker                               | Marke                               | Fahrer                              | Marke                               | Fahrer                              | Marke                               |
| ---------------------- | -------------------------------------- | ---------------------------------------- | ----------------------------------- | ---------------------------------------- | ----------------------------------- | --------------------------------------------------------- | ----------------------------------- | ----------------------------------- | ----------------------------------- | ----------------------------------- | ----------------------------------- |
| 5.–13. September 2009  | Kasan – Oral – Aşgabat                 | Carlos Sainz senior Lucas Cruz           | VW Touareg                          | nicht ausgetragen                        | nicht ausgetragen                   | Firdaus Kabirow Andrei Mokejew Anatoli Tanin              | KAMAZ                               | nicht ausgetragen                   | nicht ausgetragen                   | nicht ausgetragen                   | nicht ausgetragen                   |
| 10.–18. September 2010 | Sankt Petersburg – Astrachan – Sotschi | Carlos Sainz senior Lucas Cruz           | VW Touareg                          | nicht ausgetragen                        | nicht ausgetragen                   | Eduard Nikolajew Wjatscheslaw Misjukajew Wladimir Rybakow | KAMAZ                               | nicht ausgetragen                   | nicht ausgetragen                   | nicht ausgetragen                   | nicht ausgetragen                   |
| 6.–16. Juli 2011       | Moskau – Astrachan – Sotschi           | Krzysztof Hołowczyc Jean-Marc Fortin     | BMW X3                              | nicht ausgetragen                        | nicht ausgetragen                   | Aleš Loprais Vojtěch Štajf Milan Holáň                    | Tatra                               | nicht ausgetragen                   | nicht ausgetragen                   | nicht ausgetragen                   | nicht ausgetragen                   |
| 6.–12. Juli 2012       | Moskau – Wolgograd – Gelendschik       | Boris Gadassin Dan Schtschemel           | G-Force Proto                       | nicht ausgetragen                        | nicht ausgetragen                   | Airat Mardejew Aidar Beljajew Anton Mirny                 | KAMAZ                               | nicht ausgetragen                   | nicht ausgetragen                   | nicht ausgetragen                   | nicht ausgetragen                   |
| 6.–13. Juli 2013       | Moskau – Wolgograd – Astrachan         | Jean-Louis Schlesser Konstantin Schilzow | Schlesser Buggy                     | Nicolas Duclos Sébastien Delaunay        | Polaris RZR 1000                    | Dmitri Sotnikow Wjatscheslaw Misjukajew Andrei Aferin     | KAMAZ                               | nicht ausgetragen                   | nicht ausgetragen                   | nicht ausgetragen                   | nicht ausgetragen                   |
| 8.–24. Juli 2016       | Moskau – Astana – Peking               | Cyril Despres David Castera              | Peugeot 2008 DKR                    | Nicolas Duclos Sébastien Delaunay        | Polaris RZR 1000                    | Airat Mardejew Aidar Beljajew Dmitri Swistunow            | KAMAZ                               | nicht ausgetragen                   | nicht ausgetragen                   | nicht ausgetragen                   | nicht ausgetragen                   |
| 7.–22. Juli 2017       | Moskau – Astana – Xi’an                | Cyril Despres David Castera              | Peugeot                             | Mariia Oparina Taisiia Shtaneva          | Can-Am Maverick                     | Dmitri Sotnikow Ruslan Achmadejew Ilnur Mustafin          | KAMAZ                               | nicht ausgetragen                   | nicht ausgetragen                   | nicht ausgetragen                   | nicht ausgetragen                   |
| 21.–27. Juli 2018      | Astrachan – Wolgograd – Moskau         | Yazeed Al-Rajhi Timo Gottschalk          | MINI John Cooper Works Rally        | Mariia Oparina Taisiia Shtaneva          | Can-Am Maverick                     | Andrei Karginow Andrei Mokejew Igor Leonow                | KAMAZ                               | nicht ausgetragen                   | nicht ausgetragen                   | nicht ausgetragen                   | nicht ausgetragen                   |
| 6.–16. Juli 2019       | Irkutsk – Ulaanbaatar – Dunhuang       | Nasser Al-Attiyah Mathieu Baumel         | Toyota                              | Sergei Kariakin Anton Wlasjuk            | Can-Am Maverick                     | Anton Schibalow Dmitri Nikitin Iwan Tatarinow             | KAMAZ                               | Sam Sunderland                      | KTM                                 | Rafal Sonik                         | Yamaha Raptor 700                   |
| 3.–11. Juli 2020       | Moskau – Almaty – Ürümqi               | Aufgrund COVID-19-Pandemie abgesagt      | Aufgrund COVID-19-Pandemie abgesagt | Aufgrund COVID-19-Pandemie abgesagt      | Aufgrund COVID-19-Pandemie abgesagt | Aufgrund COVID-19-Pandemie abgesagt                       | Aufgrund COVID-19-Pandemie abgesagt | Aufgrund COVID-19-Pandemie abgesagt | Aufgrund COVID-19-Pandemie abgesagt | Aufgrund COVID-19-Pandemie abgesagt | Aufgrund COVID-19-Pandemie abgesagt |
| 1.–6. Juli 2021        | Omsk – Nowosibirsk – Gorno-Altaisk     | Guerlain Chicherit Alexandre Winocq      | Century Racing CR6                  | Erdenesuren Ganbaatar Ariunbold Serochir | Can-Am Maverick                     | Dmitri Sotnikow Ruslan Achmadejew Ilgis Achmetsjanow      | KAMAZ                               | Matthias Walkner                    | KTM                                 | Alexander Maksimow                  | Yamaha Raptor 700                   |
| 7.–16. Juli 2022       | Astrachan – Wolgograd – Moskau         | Denis Krotow Konstantin Schilzow         | MINI John Cooper Works Rally        | Nikita Masepin Anton Wlasjuk             | Can-Am Maverick                     | Dmitri Sotnikow Ruslan Achmadejew Ilgis Achmetsjanow      | KAMAZ                               | Alexei Naumow                       | KTM                                 | Dmitri Kalinin                      | Can-Am Outlander                    |
| 5.–15. Juli 2023       | Kasan – Wolgograd – Moskau             | Andrei Rudskoi Dimitri Karpow            | G-Force BARS                        | Sergei Kariakin Anton Wlasjuk            | Can-Am Maverick X3                  | Sergei Wjazowitsch Pavel Haranin Andrei Krahelskiy        | MAZ-6440RR                          | Ilja Schtscheglow                   | Husqvarna FR 450 Rally              | Anatoli Kusnezow                    | Can-Am Outlander MAX                |
| 5.–15. Juli 2024       | Tomsk – Chowd – Ulaanbaatar            | Alexander Semenov Dmitry Okhotnikov      | GAZelle NEXT                        | Roman Rusinov Dmitry Pavlov              | Can-Am Maverick X3                  | Dmitri Sotnikow Ruslan Achmadejew Ilgis Achmetsjanow      | KAMAZ                               | Alexei Naumow                       | Husqvarna FE 450 Rally              | Danil Loginov                       | Can-Am Renegade XXC 1000R           |
| 12.–22. Juli 2024      | Irkutsk – Ulaanbaatar – Gorno-Altaisk  |                                          |                                     |                                          |                                     |                                                           |                                     |                                     |                                     |                                     |                                     |

## Teilnehmerdaten 2009

### Autos
| Nummer | Fahrer                   | Co-Fahrer                  | Fahrzeugmarke | Fahrzeugtyp          |
| ------ | ------------------------ | -------------------------- | ------------- | -------------------- |
| 100    | de Villiers, Giniel      | von Zitzewitz, Dirk        | Volkswagen    | Race Touareg         |
| 101    | Sainz, Carlos            | Cruz, Lucas                | Volkswagen    | Race Touareg         |
| 102    | Lavieille, Christian     | Polato, Jean-Michel        | Nissan        | Patrol               |
| 103    | Miller, Mark             | Pitchford, Ralph           | Volkswagen    | Race Touareg         |
| 104    | Al-Attiyah, Nasser       | Gottschalk, Timo           | Volkswagen    | Race Touareg         |
| 105    | Gache, Philippe          | Gordon, Fabrice            | SMG           | Buggy                |
| 106    | Zapletal, Miroslav       | Ourednicek, Tomas          | Mitsubishi    | L 200                |
| 107    | Kahle, Matthias          | Schuenemann, Thomas        | Honda         | EVO2                 |
| 109    | Errandonea, Bernard      | Garcin, Jean-Pierre        | SMG           | Buggy                |
| 110    | Saukans, Maris           | Zarins, Didzis             | OSC           | 3                    |
| 111    | Misikov, Ruslan          | Zhiltsov, Konstantin       | Nissan        | Frontier Crew        |
| 112    | Varentsov, Artem         | Elagin, Roman              | Toyota        | Land Cruiser 100     |
| 113    | Chavigny, Frederic       | Singery, Stéphane          | Nissan        | Patheinder           |
| 114    | Kuznetsov, Ilya          | Neshin, Andrey             | Mitsubishi    | L200                 |
| 117    | Janecek, Jiri            | Kunovsky, Dusan            | Toyota        | LC120                |
| 118    | Berkut, Alexey           | Meshcheryakov, Konstantin  | Mitsubishi    | Pajero Evolution     |
| 119    | Loginov, Pavel           | Rusov, Andrey              | Nissan        | Pick Up              |
| 120    | Annaev, Agamyrat         | Orazmedov, Orazmyrat       | Nissan        | Patrol 4.8.1         |
| 122    | Juknevicius, Antanas     | Stepanov, Andrey           | Bowler        | Wildcat 200          |
| 123    | Novytskyi, Bogdan        | Kondratiiev, Iurii         | Mitsubishi    | Pajero 3.2 DID       |
| 125    | Nestertschuk, Wadim      | Subota, Valerii            | Mitsubishi    | L200                 |
| 126    | Sachanbinski, Aleksander | Rabiega, Arkadiusz         | Toyota        | Land Cruiser 120 KDJ |
| 127    | Lekavicius, Arunas       | Lekavicius, Aurimas        | Mitsubishi    | Pajero               |
| 128    | Ilcans, Aldis            | Veveris, Ritvars           | Toyota        | Land Cruiser         |
| 129    | Caszalot, Jean-Dominique | Chaubet, Bernard           | Mitsubishi    | Pajero               |
| 130    | Popov, Oleksandr         | Borodin, Andrey            | Mitsubishi    | Pajero Wagon III     |
| 132    | Osadchyi, Sergeii        | Reznikov, Oleksii          | Toyota        | FJ Cruiser           |
| 133    | Swiridenko, Andrey       | Rassilov, Erkin            | Nissan        | Patrol 4.8.1         |
| 135    | Nazarov, Hydyrguly       | Ovliyaguliyev, Mergengeldi | Nissan        | Patrol 4.8.1         |
| 137    | Buryukov, Andrey         | Kniga, Dmitri              | Mitsubishi    | Pajero               |
| 138    | Goetghebeur, Samuel      | Tournier, Jean-Pierre      | Toyota        | Land Cruiser         |
| 139    | Babenko, Andrey          | Petenko, Igor              | UAZ           | UAZ-315195           |
| 140    | Deligniere, Bertrand     | Sabastia, Christian        | Toyota        | HDJ 120              |
| 141    | Bondarev, Igor           | Gorelov, Alexander         | Toyota        | Land Cruiser 120     |
| 142    | Golubkina, Elena         | Pravdina, Elena            | Toyota        | Land Cruiser 80      |
| 143    | Shekel, Jehuda-Nitzan    | Neuman, Dov                | Mitsubishi    | Pajero Wagon V78     |
| 144    | Vanagas, Benediktas      | Jurgelenas, Saulius        | OSC           | Oscar                |
| 145    | Sadovsky, Igor           | Chernov, Andrey            | UAZ           | UAZ-3151             |
| 146    | Heymann, Raz-Yehoshua    | Segal, Hillel              | Mitsubishi    | Pajero               |
| 147    | Savenko, Sergey          | Shukhnov, Valeriy          | Honda         | Acura NSX Buggy      |
| 148    | Makarenko, Vladimir      | Yevtyekhov, Vitaliy        | Mitsubishi    | Pajero Evolution V55 |
| 149    | Petrov, Leonid           | Pletenev, Anton            | Toyota        | Land Cruiser Prado   |
| 150    | Terentyev, Alexander     | Terentyev, Alexander jr.   | Toyota        | Land Cruiser 125     |
| 151    | Baranenko, Alexander     | Kuzmich, Aleksey           | Toyota        | Land Cruiser Prado   |
| 152    | Berezovskiy, Denis       | Ardavichus, Arthur         | Nissan        | Pathfinder           |
| 153    | Burnyashev, Maksym       | Koval, Myhailo             | Toyota        | FJ Cruiser           |
| 154    | Gorshenin, Vladimir      | Konyayev, Dmitriy          | Mitsubishi    | Pajero               |
| 157    | Filonetz, Dmitry         | Moroz Aleksandr            | Mitsubishi    | Montero              |
| 160    | Ayapov, Zhussup          | Kravchinskiy, Sergey       | Nissan        | Pathfinder           |
| 162    | Cherednikov, Andrey      | Kuznetsov, Yevgeniy        | Toyota        | Land Cruiser J5      |
| 163    | Dzhepaev, Binyamin       | Kuleshov, Oleg             | UAZ           | UAZ-Patriot          |

### Lkw
| Nummer | Fahrer                | Zweiter Fahrer           | Dritter Fahrer         | Fahrzeugmarke | Fahrzeugtyp  |
| ------ | --------------------- | ------------------------ | ---------------------- | ------------- | ------------ |
| 200    | Minnichanow, Rustam   | Beljajew, Aidar          | Reschetnikow, Sergei   | KAMAZ         | KamAZ-491100 |
| 201    | Kabirow, Firdaus      | Mokejew, Andrei          | Tanin, Anatoli         | KAMAZ         | KamAZ-4326   |
| 202    | de Rooy, Gerard       | Colsoul, Tom             | Rodewald, Darek        | Iveco         | Trakker 4×4  |
| 203    | Loprais, Aleš         | Miškolci, Jaroslav       | Holáň, Milan           | Tatra         | T815         |
| 204    | Tschagin, Wladimir    | Sawostin, Sergei         | Shaysultanov, Ildar    | KAMAZ         | KamAZ-4326   |
| 205    | de Rooy, Jan          | Geusens, Yvo             | van Eerd, Peter        | Iveco         | Trakker      |
| 206    | Macík, Martin         | Kalina, Josef            | Macík, Martin jr.      | LIAZ          | 111.154      |
| 207    | Mardejew, Ilgisar     | Pogozhikh, Stanislav     | Karginov, Andrey       | KAMAZ         | KamAZ-4326   |
| 209    | Adua, Joseph          | Torres, Marc             | Matons Campos, Oscar   | DAF           | 75-CF        |
| 210    | Danatorov, Joseph     | Gaynulin, Rafael         | Yermolin, Sergey       | KAMAZ         | KamAZ-4326VK |
| 211    | Oliveras, David       | Bertran, Josep           | Rosales, Jose-Antonio  | Mercedes-Benz | 2635-AK8M    |
| 212    | Mammedov, Isa         | Mammetaliev, Muslim      | Hudajkulyjev, Alym     | KAMAZ         | KamAZ-4326VK |
| 213    | Behringer, Mathias    | Kupper, Hugo             | Schadl, Siegfried      | MAN           | 18.284 LAK   |
| 214    | Piana, Marco          | Multinu, Alain           | Teslin, Gennadij       | Mercedes-Benz | Unimog       |
| 215    | Nikolajew, Eduard     | Misjukajew, Wjatscheslaw | Israfilov, Ayrat       | KAMAZ         | KamAZ-4326   |
| 216    | Mardejew, Airat       | Amatych, Robert          | Dewjatkin, Igor        | KAMAZ         | KamAZ-491100 |
| 217    | Corral, Laurentino    | Pavlov, Dmitry           | Uperenko, Oleg         | Mercedes-Benz | 1735AK       |
| 218    | Mekhtiev, Iakov       | Kozlov, Igor             | Kupovets, Victor       | MAN           | TGS 18.480   |
| 219    | Furundzhi, Ruslan     | Ivanov, Maxim            | Alexandrov, Konstantin | MAN           | TGS 26.480   |
| 220    | Kreisberger, Philippe | Antoniolli, Patrick      | Dunyach, Jeremy        | Mercedes-Benz | 1936 AK 19   |